# سهراب دوم
سهراب پور مهرمردان (به مازندرانی: سرخاب) چهارمین اسپهبد باوندیان طبرستان بود که در هزارجریب حکومت می‌نمود و با حکومت عباسیان در حالت جنگ بود.

## حکومت
عباسیان و باوندیان پس از به قتل رسیدن ابومسلم خراسانی توسط منصور عباسی، عباسیان و باوندیان درگیر گشتند. و پس از مدتی این درگیری بهانه‌ای شد تا عباسیان هجوم خویش به باوندیان را افزایش دهند. پس از مدت ۲۰ سال حکومت نمودن سهراب بن مهرمردان (سهراب دوم) اعراب در جنگی که درگرفت چیره شدند و به هزارجریب حمله نمودند. سهراب نیز با خودکشی حکومت خویش بر طبرستان را پایان بخشید.

## منبع
- Madelung, W. (1975). "The Minor Dynasties of Northern Iran".  In Frye, R.N. (ed.). The Cambridge History of Iran, Volume 4: From the Arab Invasion to the Saljuqs. Cambridge: Cambridge University Press. pp. 198–249. ISBN 978-0-521-20093-6.
- Madelung, W. (1984). "ĀL-E BĀVAND (BAVANDIDS)". Encyclopaedia Iranica, Vol. I, Fasc. 7. London u.a.: Routledge & Kegan Paul. pp. 747–753. ISBN 90-04-08114-3.